# Агибалов, Василий Иванович
Василий Иванович Агиба́лов (укр. Василь Іванович Агібалов; 1913, Верхняя Гнилуша, Воронежская губерния, Российская империя — 2002, Харьков, Украина) — советский и украинский скульптор, педагог. Народный художник УССР (1978).

## Биография
Родился 8 апреля (21 апреля) 1913 года в селе Верхняя Гнилуша (Гнилуши; ныне Лозовое, Верхнемамонский район, Воронежская область) в крестьянской семье.
Учился на рабфаке при Киевском художественном институте (1931—1933), в Харьковском художественном техникуме, затем в 1934—1942 годах — в Харьковском художественном институте по классу профессора Л. А. Блох. Член ХО СХУ с 1942 года.
Участник Великой Отечественной войны.
Преподавал в Ворошиловградском художественном училище (1944—1949), затем в 1949—1954 годах — на преподавательской работе в родном художественном институте в Харькове (ныне Харьковская государственная академия дизайна и искусств).
Работал на Харьковской скульптурной фабрике Художественного фонда СХ УССР.
Участник областных, республиканских, всесоюзных, международных выставок с 1942 года. Персональная выставка: Лозовая, Харьковская область — 1998 года.
Василий Агибалов  умер 18 февраля 2002 года в возрасте 88 лет.

## Творчество
В. И. Агибалов — автор:
Памятников и монументов
- памятник В. И. Ленину в Ворошиловграде (1949) (в соавторстве с В. И. Мухиным, В. X. Федченко)
- памятник на могиле молодогвардейцев в Краснодоне (1944—1954)[1] (в соавторстве с В. И. Мухиным, В. X. Федченко и архитектором А. А. Сидоренко)
- Памятник «Клятва» в Краснодоне (1954) (в соавторстве с В. И. Мухиным, В. X. Федченко и архитектором А. А. Сидоренко)
- монумент Вечной славы в Днепропетровске (1967) (в соавторстве с М. Овсянкиной)
- монумент в честь провозглашения Советской власти на Украине в Харькове (1975) (в соавторстве с Я. Риком, М. Овсянкиной и С. Светлорусовой)
- памятник героям Краснодона (в соавторстве с В. И. Мухиным, В. Х. Федченко), архитектор В. Д. Кирхоглани (1956) в парке Екатерингофа, Ленинград.
- памятник В. И. Ленину в родном селе Лозовое.
- мемориальный комплекс Славы в Кировограде (1994) (в соавторстве).
- памятный знак в честь 1000-летия Крещения Руси (1998) в Харькове и других городах.

Скульптурных портретов
- всё скульптурное оформление восстановленного после ВОВ Южного вокзала (1952, в соавторстве с В. М. Савченко)[1].
- серия скульптурных портретов героев-молодогвардейцев (1950—1954), затем установленных в сквере Победы и возле школы имени «Молодой гвардии».
- Сталевара Я. П. Ткача (1954-57)[1].
- Шахтёра Ивана Бридько (1959).
- Поэта Тараса Шевченко (Думы мои, думы…) (1961-64)[1].
- В. И. Ленина (1957-61)[1].
- Первого в мире космонавта Юрия Гагарина (после его полёта, в 1961).
- Знатного шахтёра Николая Мамая (1961-63)[1].
- Русского актёра Михаила Щепкина (1960-е годы).
- Селекционера-растениевода и генетика Василия Юрьева.
- Астронома Николая Барабашова.
- Подпольщика Александра Зубарева, казнённого гестапо в годы ВОВ.
- Советского партийного деятеля Станислава Косиора.
- Главного конструктора танка Т-34 Михаила Кошкина (установлен в Киевском танковом училище).
- Русского и украинского языковеда Александра Потебни (1985).
- Певицы Оксаны Петрусенко (1985) и других бюстов героев производства, деятелей науки и культуры, участников Великой Отечественной войны (Харьков, Киев, 1960—1990-е годы).

## Награды и премии
- орден «Знак Почёта» (24.11.1960)
- Государственная премия УССР имени Т. Г. Шевченко (1977) — за монумент в честь провозглашения Советской власти на Украине в Харькове.
- Народный художник УССР (1978)
- Заслуженный деятель искусств УССР (1956)